# Boeing Phantom Eye
Boeing Phantom Eye - "Fantomsko Oko", je visokovišinsko opazovalno brezpilotno letalo z dolgim dosegom, ki ga trenutno razvija ameriški Boeing. Prvi let je bil 1. junija 2012. Phantom Eye bo za pogon uporabljal dva batna motorja Ford 2.3 L. Gorivo za motorje bo vodik.
Demonstrator je imel 45 metrski razpon kril. Boeing trdi, da bo imel Phantom Eye čas leta (avtonomijo) kar štiri dni. Letel naj bi do višine 65000 čevljev (18 km), potovalna hitrost naj bi bila 150 vozlov, uporabni tovor pa okrog 210 kg.